# Eupithecia selinata
Eupithecia selinata là một loài bướm đêm thuộc họ Geometridae. Loài này có ở Nhật Bản qua vùng Amur, Xibia, Urals, Kavkaz và Nga tới Tây Âu và từ miền nam Fennoscandia to Anpơ.
Sải cánh dài 19–22 mm. The fore- và hindwings are dark greyish brown. Có một lứa một năm con trưởng thành bay từ the end of tháng 5 đến tháng 8.
Ấu trùng ăn các loài Apiaceae khác nhau, bao gồm Aegopodium podagraria, Heracleum sphondylium, Peucedanum oreoselium, Peucedanum palustre và Angelica silvestris. Ấu trùng có thể tìm thấy từ tháng 6 đến tháng 9. Loài này qua đông dưới dạng nhộng.

## Hình ảnh

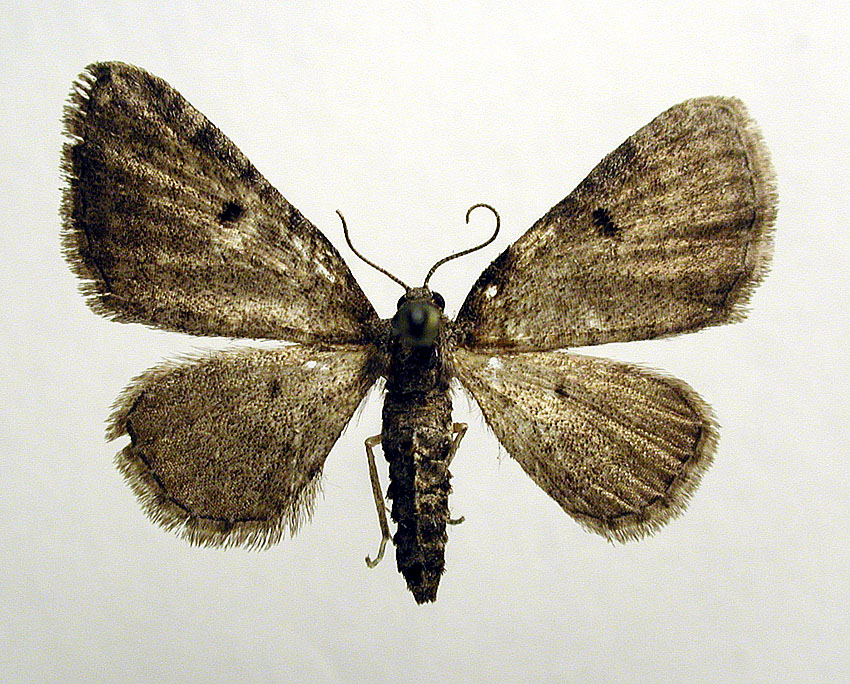